# Asplenium plenum
Asplenium plenum är en svartbräkenväxtart som beskrevs av E. St. John och Small. Asplenium plenum ingår i släktet Asplenium och familjen Aspleniaceae. Inga underarter finns listade.